# Ideoroncus beieri
Ideoroncus beieri es una especie de arácnido del orden Pseudoscorpionida de la familia Ideoroncidae.

## Distribución geográfica
Se encuentra en Brasil.